# Leo Bengtsson
Erik Martin Leo Bengtsson (* 26. Mai 1998 in Stockholm) ist ein schwedischer Fußballspieler, der seit 2022 für den zyprischen Erstligisten Aris Limassol spielt.

## Karriere

### Verein
Bengtsson wuchs auf der Insel Ingarö in der Gemeinde Värmdö vor Stockholm auf. Er begann beim örtlichen Verein Ingarö IF mit dem Fußballspielen, bevor er Ende 2010 im Alter von 11 Jahren in die Jugendabteilung von Hammarby IF wechselte. Ab der Saison 2015 spielte er dort regelmäßig für die U21 und gewann in der Saison 2016 als Schlüsselspieler den U21-Pokal. Am 6. September 2016 unterzeichnete Leo Bengtsson seinen ersten Profivertrag bei Hammarby IF mit einer Laufzeit von drei Jahren. Am 18. Februar 2017 debütierte er beim 2:3-Auswärtssieg gegen Nyköpings BIS im Schwedischen Fußballpokal für die erste Mannschaft, als er in der 65. Spielminute für Fredrik Torsteinbö eingewechselt wurde. Nach fünf Minuten und einer gelben Karte wurde er für Stefan Batan wird ausgewechselt. Am 9. April 2017 debütierte er beim 1:1-Heimspiel gegen Kalmar FF in der Fotbollsallsvenskan, als er in der 55. Spielminute für Kennedy Bakırcıoğlu eingewechselt wurde. Insgesamt kam er in der Spielzeit 2017 auf 18 Erstligaspiele und spielte ebenfalls für die U21-Mannschaft.
2018 wurde er an Gefle IF in die Superettan verliehen, wo er auf vierzehn Einsätze kam. Ebenfalls spielte er 2018 zehn Spiele für Hammarby, nachdem er von seiner Leihe zurückgekehrt war und verlängerte seinen Vertrag um weitere drei Jahre. 2019 wurde er an den Partnerverein IK Frej in die zweite Liga verliehen, wo er auf 17 Einsätze (drei Tore) kam. Zudem spielte er in der Spielzeit sechs Spiele für Hammarby. Am 6. Januar 2020 wechselte Bengtsson zum Ligakonkurrenten BK Häcken und unterschrieb dort einen Dreijahresvertrag. In seiner ersten Spielzeit kam er auf 25 Erstligaeinsätze und acht Tore. 2022 gewann er mit dem Verein zwar erstmals die nationale Meisterschaft, jedoch wechselte er dabei schon in der Hälfte der Spielzeit weiter zum zypriotischen Erstligisten Aris Limassol. Aber auch dort holte der Stürmer am Ende seiner ersten Saison die Meisterschaft.

### Nationalmannschaft
Bengtsson absolvierte zwischen 2016 und 2020 insgesamt drei EM-Qualifikationspartien für diverse schwedische Jugendnationalmannschaften.

## Erfolge
- Schwedischer Meister: 2022
- Zyprischer Meister: 2023